# Talivittaticella frigida
Talivittaticella frigida är en mossdjursart som först beskrevs av Campbell Easter Waters 1904.  Talivittaticella frigida ingår i släktet Talivittaticella och familjen Catenicellidae. Inga underarter finns listade i Catalogue of Life.